# Ворд Мур
Джозеф Ворд Мур (англ. Ward Moore, нар. 10 серпня 1903, Медісон, Нью-Джерсі ; † 28 січня 1978, Пасіфік-Гроув, Каліфорнія) — американський письменник-фантаст. Згідно з «Енциклопедією наукової фантастики», «він нечасто творив у цьому жанрі, [але] кожна з його книг ставала чимось на зразок класики». 

## Життєпис
Джозеф Ворд Мур виріс у Медісоні, Нью-Джерсі . Він рано вирішив стати письменником. Спочатку він працював книготорговцем у Нью-Йорку, деякий час жив у Чикаго, штат Іллінойс , а з 1929 року — поблизу Лос-Анджелеса, Каліфорнія. 
Мур народився в Медісоні, Нью-Джерсі, західному передмісті Нью-Йорка. Його батьки були євреями і одружилися в 1902 році, роком раніше. Його дід Джозеф Соломон Мур (1821–1892) був успішним комісійним комерсантом німецького походження та Карла Шурца. Через п'ять місяців після народження Ворда Мура він разом із батьками переїхав до Монреаля, де жила родина його матері. У 1913 році вони повернулися до Нью-Йорка.
Батьки Мура розлучилися та одружилися вдруге приблизно в цей час, а його батько помер у 1916 році. Другим чоловіком його матері і вітчимом Мура був відомий лідер німецького джазового оркестру Джулієн Фухс. Мур навчався в  середній школі де Вітта Клінтона в Нью-Йорку, звідки — згідно з однією широко повторюваною історією — його виключили за антивоєнну діяльність під час Першої світової війни; в іншому місці він стверджував, що кинув школу, щоб писати. Пізніше він навчався в Колумбійському коледжі.
Мур стверджував, що на початку 1920-х років провів кілька років як волоцюга-мандрівник по Сполучених Штатах. У середині 1920-х років він керував книжковим магазином у Чикаго, де подружився з одним із відвідувачів магазину, молодим поетом  Кеннетом Рексрота. Мур з'являється в мемуарах Рексрота «Автобіографічний роман» як божевільний богемний поет/продавець книг/письменник-фантаст «Бард Майор». Рексрот стверджував, що «Майор» був членом Центрального Комітету Комуністичної Партії в Мілвокі і був виключений за троцькістський девіаціонізм, але фактична основа для цієї історії, якщо така була, неясна.
У 1929 році Мур переїхав до Каліфорнії, де мав прожити до кінця свого життя. Починаючи з 1937 року і до 1940-го року, він брав участь у у Федеральному письменницькому проекті WPA, де його друг Рексрот був адміністратором офісу в Сан-Франциско..
У переписі 1940 року Мур вказано як мешканець Кліффорд-стріт Лос-Анджелесу і спільно зі своєю першою дружиною Віолкою. Його професія вказана як письменник-романіст у видавничій галузі журналів.
В цей період Мур публікує перший пикаресковий роман «Знову вдихни повітря» у в 1942 році . У цьому романі Мур розповідає про трудові конфлікти під час Великої депресії та робітничу боротьбу в Каліфорнії 1920-х років. Він мав автобіографічні елементи і отримав широкі та схвальні відгуки. Він мав бути першим із трилогії, але інші томи так і не були опубліковані.
Протягом 1940-х років Мур писав рецензії на книги, статті та оповідання для ряду журналів і газет, включаючи «Гарперз Базаар» (англ. «Harper's Bazaar»), «Сан-Франциско Кронікл» (англ. «San Francisco Chronicle»), Єврейські горизонти (англ. «Jewish Horizons») та Нація (англ. «The Nation»). 3 травня 1943 року в Лос-Анджелесі Мур одружився зі своєю другою дружиною Лорною Ленці. У нього було семеро дітей. Починаючи з 1950 року, він був редактором книжкової рецензії «Фронтір» (англ. «Frontier»), політичного щомісячника на Західному узбережжі, схожого за поглядами на «Націю».
Його наступний роман «Зеленіше, ніж ти гадаєш» англ. «Greener Than You Think» розповідає про те, як новий тип добрива викликає нестримний ріст трави, доки весь світ не заросте травою. 
На початку 1950-х років він почав регулярно писати для журналу фентезі та наукової фантастики (англ. «The Magazine of Fantasy and Science Fiction»). Він був другом каліфорнійських редакторів журналу, Ентоні Бучера та Дж. Френсіса Маккомаса, і незабаром став популярним улюбленцем читачів журналу. Хоча він ніколи не був надзвичайно плідним, його науково-фантастичні оповідання, написані в 1950-х роках, були розважальними, добре продуманими та добре сприйнятими.
Його найбільшим успіхом став фантастичний роман 1953 року на тему «Якби південні штати перемогли у громадянській війні» «Принесіть ювілей» (англ. «Bring the Jubilee»; на тему «Великий південь») був знову надрукований на сторіччя Громадянської війни в США та знайшов нову вдячну аудиторію серед шанувальників цього періоду американської історії і належить до класики альтернативно-історичної світової літератури, яка друкується й сьогодні.  Його пізніші книги не змогли розвинути цей успіх, але його оповідання «Лот і дочка Лота», опубліковані в 1953 і 1954 роках  послужили шаблоном для фільму «Паніка в нульовому році!» (англ. «Panic in Year Zero!»; 1962), і його творчість продовжує мати важливий вплив на інших авторів наукової фантастики донині. 
У 1960-х роках його літературна творчість зменшилася, а його останні два романи були завершені за допомогою співавторів.
У 1960-х він мало публікувався, але все ж видав декілька оповідань у середині 1970-х.
Після розлучення в червні 1963 року Мур і Лорна Ленці розлучилися 18 травня 1967 року  Третьою дружиною Мура була письменниця-фантаст Рейлін Мур (англ. Raylyn Moore) (уроджена Креб; 1928–2005). Пара переїхала в Пасіфік-Гроув, штат Каліфорнія, де він помер у 1978 році.

## Вибрана бібліографія

### Романи
- Знову подихай повітрям (англ. «Breathe the Air Again», 1942) позажанровий
- Зеленіше, ніж ви гадааєте (англ. «Greener Than You Think», 1947)
- Принесіть ювілей (англ. «Bring the Jubilee», 1953)
- Хмара за днем (англ. «Cloud by Day», 1956) позажанровий
- Джойлеґ (англ. «Joyleg», 1962) (у співавторстві з Аврамом Дейвідсоном)
- Дикі рештки (англ. «Caduceus Wild», 1978) (з Робертом Бредфордом)

## Твори короткої форми
- Миротворець (англ. «Peacebringer», 1950, також публікувався як Sword of Peace )
- Летючий голландець (1951)
- Ми, люди (1952)
- Принесіть ювілей (1952)
- Міра людини (1953)
- Лот (1953, також як Panic in the Year Zero, 1995)
- Дочка Лота (1954)
- Юпітер Р-ікс, врятуй нас (англ. «Rx Jupiter Save Us», 1954)
- Домініони за межами (англ. «Dominions Beyond», 1954, також як Друга подорож на Марс )
- Таємничий молочник з Бішоп-стріт (1955)
- Рекомендується обережність (1955)
- У робочому стані (1955)
- Стара історія (1955)
- Ніхто не переслідує (1956)
- Переписувач (1956)
- Пристосування, (1957) оповідання
- Пристосування (1957)
- Хлопець, який одружився з дівчиною Максілл (1960)
- Це стає необхідним (1961)
- Бунтар (1962)
- Френк Меррівелл у Білому домі (1973)
- Хлопчик, який говорив, кіт (1973)
- Дюранс (1975)
- Бажаю скрипку (англ. «Wish Fiddle», 1975)
- Заняття з доктором Чаном (1976)
- Розмова (1978)
- Зі змішаними почуттями очікування та побоювання емігранти залишають рідну землю в далеке місце (1980)